# Barranc de la Plana (el Meüll)
El Barranc de la Plana, és un barranc del terme de Castell de Mur (antic terme de Mur.
Es forma a l'extrem de llevant de la Serra del Coscó, a 995 m. alt., i davalla cap al nord-oest per tal de trobar-se amb el barranc del Comunalet i formar, entre tots dos, el barranc Gros. Al cap de poc de començar el seu recorregut troba la Font de la Plana.